# Alfred Edward Housman
Alfred Edward Housman, cunoscut mai ales sub numele A. E. Housman, (n. 26 martie 1859, Worcestershire, Anglia, Regatul Unit al Marii Britanii și Irlandei – d. 30 aprilie 1936, Cambridge, Anglia, Regatul Unit) a fost un savant clasic și poet englez, cel mai bine cunoscut publicului larg pentru ciclul său de poezii A Shropshire Lad. Lirică și aproape epigramatică în formă, poemele evocă cu sinceritate suferințele și dezamăgirile tinerilor din mediul rural din Anglia. [1] Frumusețea, simplitatea și imaginea lor distinctivă au făcut apel la gustul Edwardian și la mulți compuși englezi începători din secolul al XX-lea, atât înainte, cât și după primul război mondial. Printr-un set de cântece, poemele au devenit strâns asociate cu acea epocă și cu Shropshire însuși.
Housman a fost unul dintre primii clasiciști ai vârstei sale și a fost clasat drept unul dintre cei mai buni cercetători care au trăit vreodată. [2] [3] El și-a stabilit reputația de publicare ca om de știință privat și, pe baza puterii și calității lucrării sale, a fost numit profesor de limba latină la University College London și apoi la Universitatea din Cambridge. Edițiile sale despre Juvenal, Manilius și Lucan sunt încă considerate autoritare.